# Número Abbe
O número Abbe de um material transparente é o quantidade adimensional que surge ao comparar o índice de refração do material nas suas distintas frequencias. Assim sendo, a luz branca é definida por diversos comprimentos de onda, os menores sofrem um desvio maior. Recebe este nome devido ao físico alemão Ernst Abbe (1840–1905) que o descreveu.
Quanto maior o número de Abbe maior a qualidade  óptica da lente de uma lente no quesito aberração cromática (decomposição da luz branca em diversas cores, a coloração observada ao se olhar através das lentes).
Concretamente, o número de Abbe, V, de um material se define como:
{\displaystyle V={\frac {n_{D}-1}{n_{F}-n_{C}}}}
onde nD, nF y nC são os índices de refração do material nas longitudes de onda correspondentes as linhas de Fraunhofer D-, F- y C- (587.6 nm, 486.1 nm e 656.3 nm respectivamente).

## Materiais e seus respectivos número Abbe
| material      | Abbe |
| ------------- | ---- |
| Cr 39         | 58   |
| Policarbonato | 29,5 |
| Cristal       | 59   |
| Transitions   | 57   |